# Westland Interceptor
Westland Interceptor là một loại máy bay tiêm kích của Anh, do công ty Westland Aircraft phát triển theo Chỉ tiêu kỹ thuật của Bộ không quân F.20/27.

## Tính năng kỹ chiến thuật
Dữ liệu lấy từ Airwar.
Đặc điểm tổng quát
- Kíp lái: 1
- Chiều dài: 7,73 m (25 ft 4 in)
- Sải cánh: 11,58 m (38 ft o in)
- Chiều cao: 2,94 m (9 ft 8 in)
- Diện tích cánh: 19,88 m (214 sq ft)
- Trọng lượng rỗng: 1.066 kg (2.350 lb)
- Trọng lượng cất cánh tối đa: 1.508 kg (3.325 lb)
- Động cơ: 1 × Bristol Mercury IIA, 440 HP (328 kW)

 Hiệu suất bay 
- Vận tốc cực đại: 309 km/h (192 mph)
- Vận tốc hành trình: 264 km/h (164 mph)
- Tầm bay: 620 km (385 dặm)

Trang bị vũ khí

- Súng: 2 súng máy Vickers .303 in (7,7 mm).